# Безперервний стаж
Безперервний стаж працівників — тривалість безперервної роботи на одному підприємстві, в установі, організації чи на інших підприємствах у випадках, встановлених чинним законодавством.
При звільненні за власним бажанням без поважних причин безперервний трудовий стаж зберігається, якщо перерва в роботі не перевищує три тижні (21 календарний день); при звільненні за власним бажанням із поважних причин безперервний стаж зберігається за умови, що перерва в роботі не перевищила одного місяця, якщо законодавством не встановлені триваліші строки. 
Поважними при звільненні вважаються причини: переведення чоловіка чи дружини на роботу в іншу місцевість, направлення чоловіка або дружини на роботу чи для проходження служби за кордон, переїзд в іншу місцевість; хвороба, яка перешкоджає продовженню роботи чи проживанню в даній місцевості; необхідність догляду за хворим членом сім'ї (за наявності медичного висновку) чи інвалідом I групи; переїзд в іншу місцевість у порядку організованого набору робітників, сільськогосподарського переселення, а також в інших випадках, коли відповідно до рішень Уряду України власник чи уповноважений ним орган зобов'язаний без перешкоди відпускати працівників для роботи на підприємствах і в організаціях окремих галузей народного господарства; обрання на посади, що заміщуються за конкурсом зарахування у вищий чи інший навчальний заклад, в аспірантуру, клінічну ординатуру; порушення власником колективного чи трудового договору. 
Поважною причиною визнається також повторне звільнення за власним бажанням інвалідів, пенсіонерів за віком, вагітних жінок, матерів, що мають дітей віком до 14 років, а також працівників, які мають на своєму утриманні трьох і більше дітей, які не досягли 16-річного віку (які навчаються – 18 років).